# Thomas Simpson

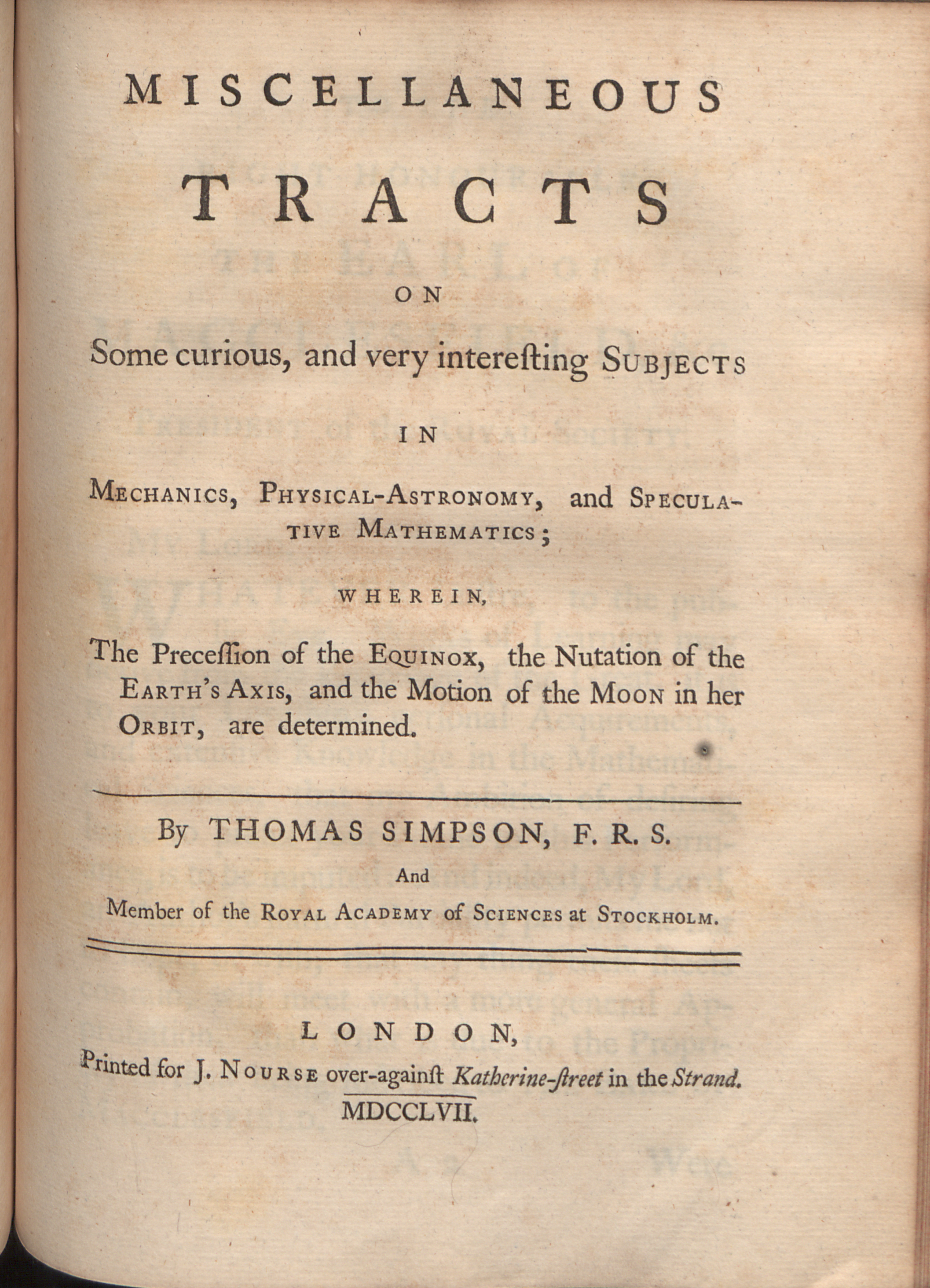
Miscellaneous tracts, 1768

Thomas Simpson (Market Bosworth, Leicestershire, 20 de agosto de 1710 — 14 de maio de 1761) foi um matemático e inventor britânico, epônimo da fórmula de Simpson para aproximação de integrais definidas. A atribuição, como frequente em matemática, pode ser debatida: esta fórmula tinha sido obtida 100 anos antes por Johannes Kepler, e na Alemanha era então chamada Keplersche Fassregel.

## Biografia
Simpson nasceu em Sutton Cheney, Leicestershire. Filho de um tecelão, Simpson aprendeu matemática sozinho. Aos dezenove anos, ele se casou com uma viúva de cinquenta anos e dois filhos. Quando jovem, ele se interessou por astrologia depois de ver um eclipse solar. Ele também se interessou por adivinhação e causou ataques em uma garota depois de 'despertar um demônio' dela. Após este incidente, ele e sua esposa tiveram que fugir para Derby. Ele se mudou com sua esposa e filhos para Londres aos 25 anos, onde sustentava sua família tecendo durante o dia e ensinando matemática à noite.
A partir de 1743, ele ensinou matemática na Royal Military Academy, Woolwich. Simpson era membro da Royal Society. Em 1758, Simpson foi eleito membro estrangeiro da Real Academia de Ciências da Suécia.
Ele morreu em Market Bosworth e foi sepultado em Sutton Cheney. Uma placa dentro da igreja o homenageia.

## Trabalhos anteriores
O tratado de Simpson intitulado The Nature and Laws of Chance e The Doctrine of Annuities and Reversions foi baseado no trabalho de De Moivre e foram tentativas de tornar o mesmo material mais breve e compreensível. Simpson afirmou isso claramente em The Nature and Laws of Chance, referindo-se à Doutrina das Chances de De Moivre: "embora não queira que a Matéria nem a Elegância o recomendem, ainda assim o Preço deve, estou sensato, tê-lo colocado fora do Poder de muitos para comprá-lo". Em ambas as obras, Simpson citou o trabalho de De Moivre e não reivindicou originalidade além da apresentação de alguns dados mais precisos. Enquanto ele e De Moivre inicialmente se davam bem, De Moivre eventualmente sentiu que sua renda estava ameaçada pelo trabalho de Simpson e em sua segunda edição de Anuidades após vidas, escrito no prefácio: 
"Depois dos esforços que fiz para aperfeiçoar esta segunda edição, pode acontecer que uma certa pessoa, a quem não preciso nomear, por compaixão ao público, publique uma segunda edição de seu livro sobre o mesmo assunto, que ele vai pagar por um preço muito moderado, não considerando se ele mutila minhas proposições, obscurece o que é claro, faz uma demonstração de novas regras e trabalha pelas minhas; em suma, confunde, em sua maneira usual, tudo com uma nuvem de inúteis Símbolos; se for este o caso, devo perdoar o autor indigente e seu livreiro decepcionado."

## Trabalho
O método comumente chamado de Regra de Simpson era conhecido e usado anteriormente por Bonaventura Cavalieri (um aluno de Galileu) em 1639, e mais tarde por James Gregory; ainda, a longa popularidade dos livros didáticos de Simpson convida a essa associação com seu nome, já que muitos leitores o teriam aprendido com eles.
No contexto de disputas em torno dos métodos avançados por René Descartes, Pierre de Fermat propôs o desafio de encontrar um ponto D tal que a soma das distâncias a três pontos dados, A, B e C seja mínima, um desafio popularizado na Itália por Marin Mersenne no início dos anos 1640. Simpson trata do problema na primeira parte de Doctrine and Application of Fluxions (1750), nas páginas 26-28, pela descrição de arcos circulares nos quais as arestas do triângulo ABC subtendem um ângulo de pi / 3; na segunda parte do livro, nas páginas 505–506, ele estende esse método geométrico, com efeito, a somas ponderadas das distâncias. Vários dos livros de Simpson contêm seleções de problemas de otimização tratados por considerações geométricas simples de maneira semelhante, como (para Simpson) uma contraparte esclarecedora para um possível tratamento por métodos fluxionais (cálculo). Mas Simpson não trata do problema no ensaio sobre problemas geométricos de máximos e mínimos anexado ao seu livro de Geometria de 1747, embora apareça na edição consideravelmente reformulada de 1760. A atenção comparativa pode, no entanto, ser útil para um artigo em inglês de oitenta anos antes, sugerindo que as ideias subjacentes já eram reconhecidas então:
- J. Collins Uma Solução, Dada pelo Sr. John Collins de um Problema Corográfico, Proposta por Richard Townley Esq. Who Doubtless Hath Solved the Same Caso contrário, Philosophical Transactions of the Royal Society of London, 6 (1671), pp. 2093–2096.

De interesse adicional relacionado são os problemas colocados no início da década de 1750 por J. Orchard, em The British Palladium, e por T. Moss, em The Ladies 'Diary; ou Woman's Almanack (naquele período ainda não editado por Simpson).

## Problema do triângulo Simpson-Weber
Este tipo de generalização foi posteriormente popularizado por Alfred Weber em 1909. O problema do triângulo de Simpson-Weber consiste em localizar um ponto D em relação a três pontos A, B e C de forma que a soma dos custos de transporte entre D e cada um dos outros três pontos é minimizado. Em 1971, Luc-Normand Tellier encontrou a primeira solução numérica direta (não iterativa) para os problemas dos triângulos de Fermat e Simpson- Weber. Muito antes das contribuições de Von Thünen, que remontam a 1818, o problema do ponto de Fermat pode ser visto como o início da economia espacial.
Em 1985, Luc-Normand Tellier formulou um novo problema denominado “problema de atração-repulsão”, que constitui uma generalização dos problemas de Fermat e Simpson-Weber. Em sua versão mais simples, o problema de atração-repulsão consiste em localizar um ponto D em relação a três pontos A1, A2 e R de tal forma que as forças de atração exercidas pelos pontos A1 e A2, e a força repulsiva exercida pelo ponto R cancelem uns aos outros fora. No mesmo livro, Tellier resolveu esse problema pela primeira vez no caso do triângulo e reinterpretou a economia espacial teoria, em especial, a theory of land rent, à luz dos conceitos de forças atrativas e repulsivas decorrentes do problema de atração-repulsão. Esse problema foi posteriormente analisado por matemáticos como Chen, Hansen, Jaumard e Tuy (1992), e Jalal e Krarup (2003). O problema atração-repulsão é visto por Ottaviano e Thisse (2005) como um prelúdio para a Nova Geografia Econômica que se desenvolveu na década de 1990, e ganhou Paul Krugman um Prêmio Nobel em Ciências Econômicas em 2008.

## Publicações
- Treatise of Fluxions (1737)
- The Nature and Laws of Chance (1740)
- Essays on Several Curious and Useful Subjects in Speculative and Mix'd Mathematicks (1740)
- The Doctrine of Annuities and Reversions (1742)
- Mathematical Dissertations on a Variety of Physical and Analytical Subjects (1743)
- A Treatise of Algebra (1745)
- Elements of Plane Geometry. To which are added, An Essay on the Maxima and Minima of Geometrical Quantities, And a brief Treatise of regular Solids; Also, the Mensuration of both Superficies and Solids, together with the Construction of a large Variety of Geometrical Problems (Impresso para o autor; Samuel Farrer; e John Turner, Londres, 1747) [O livro é descrito como projetado para o uso das escolas e o corpo principal do texto é a reformulação de Simpson dos primeiros livros de Os Elementos de Euclides. Simpson é designado professor de geometria na Royal Academy em Woolwich.]
- Trigonometry, Plane and Spherical (1748)
- Doctrine and Application of Fluxions. Containing (besides what is common on the subject) a Number of New Improvements on the Theory. And the Solution of a Variety of New, and very Interesting, Problems in different Branches of the Mathematicks (duas partes encadernadas em um volume; J. Nourse, Londres, 1750)
- Select Exercises in Mathematics (1752)
- Miscellaneous Tracts on Some Curious Subjects in Mechanics, Physical Astronomy and Speculative Mathematics (1757)